# أنديرس هانسن
أنديرس هانسن (بالدنماركية: Anders Hansen)‏ هو لاعب غولف سويسري ودنماركي، ولد في 16 سبتمبر 1970 في Sønderborg ‏ في الدنمارك.

## وصلات خارجية
- الموقع الرسمي
- أنديرس هانسن على موقع رابطة لاعبي الغولف المحترفين (الإنجليزية)
- أنديرس هانسن على موقع رابطة أوروبا للاعبي الغولف المحترفين (الإنجليزية)
- أنديرس هانسن على موقع التصنيف العالمي الرسمي للغولف (الإنجليزية)